# Montagnes russes bobsleigh

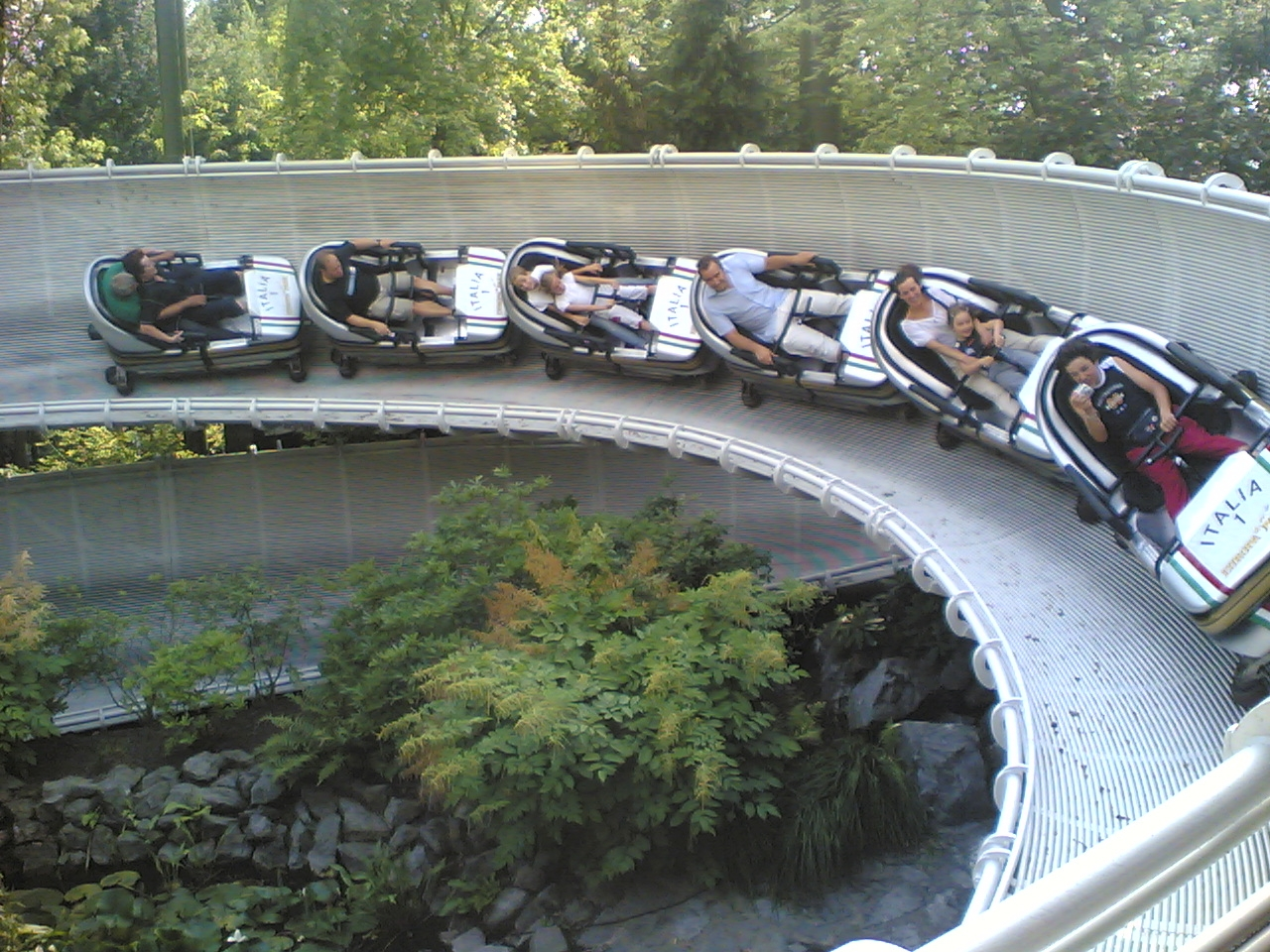
Schweizer Bobbahn à Europa-Park.

Les montagnes russes bobsleigh est un type de montagnes russes, inspiré du sport d'hiver du même nom et qui utilise des voies de forme semi-tubulaire où les trains ne sont pas maintenus par des rails.

## Attractions de ce type
| Nom                                                                       | Parc                                                                                     | Année          | Constructeur         | Statut                                         |
| ------------------------------------------------------------------------- | ---------------------------------------------------------------------------------------- | -------------- | -------------------- | ---------------------------------------------- |
| Flying Turns                                                              | Euclid Beach Park                                                                        | 1930           | John Norman Bartlett | Démoli en 1934                                 |
| Flying Turns                                                              | Rocky Point Park                                                                         | 1931           | John Norman Bartlett | Démoli en 1938                                 |
| Flying Turns                                                              | Forest Park Highlands Amusement Park                                                     | 1934           | John Norman Bartlett | Démoli en 1963                                 |
| Flying Turns                                                              | Steeplechase Park                                                                        | 1934           | John Norman Bartlett | Démoli en 1939                                 |
| Flying Turns                                                              | Riverview Park Anciennement Century of Progress                                          | 1935 1933      | John Norman Bartlett | Démoli Fermé en 1934                           |
| Lake Placid Bobsled                                                       | Palisades Amusement Park                                                                 | 1937           | John Norman Bartlett | Démoli en 1946                                 |
| Bobsled                                                                   | Coney Island Anciennement Flushing Meadows Park                                          | 1941 1939      | John Norman Bartlett | Démoli en 1974 Fermé en 1940                   |
| Schweizer Bobbahn                                                         | Europa-Park                                                                              | 1985           | Mack Rides           | Opérationnel                                   |
| Disaster Transport                                                        | Cedar Point                                                                              | 1985           | Intamin              | Démoli en 2011                                 |
| Bobbaan                                                                   | Efteling                                                                                 | 1985           | Intamin              | Démoli le 1er septembre 2019 pour Max & Moritz |
| La Vibora Anciennement Sarajevo Bobsled                                   | Six Flags Over Texas Six Flags Magic Mountain                                            | 1987 1986      | Intamin              | Opérationnel Fermé en 1986                     |
| Avalanche                                                                 | Kings Dominion                                                                           | 1988           | Mack Rides           | Opérationnel                                   |
| Avalanche                                                                 | Pleasure Beach, Blackpool                                                                | 1988           | Mack Rides           | Opérationnel                                   |
| Munich Autobahn                                                           | Kobe Portopialand                                                                        | 1991           | Mack Rides           | Démoli en 2006                                 |
| Bobbahn                                                                   | Heide Park                                                                               | 1994           | Mack Rides           | Opérationnel                                   |
| Screamin' Delta Demon                                                     | Old Indiana Anciennement Opryland USA                                                    | 1998 1984      | Intamin              | Démoli en 2006 Fermé en 1997                   |
| Alpine Bobsled Anciennement Rolling Thunder Anciennement Sarajevo Bobsled | The Great Escape & Splashwater Kingdom Six Flags Great America Six Flags Great Adventure | 1998 1989 1984 | Intamin              | Opérationnel Fermé en 1995 Fermé en 1988       |
| La Trace du Hourra                                                        | Parc Astérix                                                                             | 2001           | Mack Rides           | Opérationnel                                   |
| Flying Turns                                                              | Knoebels                                                                                 | 2008           | Knoebels             | Opérationnel                                   |